# Епархия Лангшона и Каобанга
Епархия Лангшона и Каобанга (лат. Dioecesis Langsonensis et Caobangensis) — епархия Римско-Католической Церкви с центром в городе Лангшон, Вьетнам. Епархия Лангшона и Каобанга входит в митрополию Ханоя. Кафедральным собором епархии Лангшона и Каобанга является церковь святого Иосифа в городе Лангшон.

## История
31 декабря 1913 года Конгрегация пропаганды веры издала декрет «Quo spirituales», которым учредил апостольскую префектуру Лангшона и Каобанга, выделив её из апостольского викариата Северного Токнина (сегодня — Епархия Бакниня).
11 июля 1939 года Римский папа Пий XII издал буллу «Libenti animo», которой преобразовал апостольскую префектуру Лангшона и Каобанга в апостольский викариат.
24 ноября 1960 года Римский папа Иоанн XXIII издал буллу «Venerabilium Nostrorum», которой преобразовал апостольский викариат Лангшона и Каобанга в епархию.

## Ординарии епархии
- епископ Bertrando Cothonay O.P. (1913—1924);
- епископ Domenico Maria Maillet O.P. (31.03.1925 — 1930);
- епископ Félix Hedde O.P. (20.11.1931 — 4.05.1960);
- епископ Réginald-André-Paulin-Edmond Jacq O.P. (4.05.1960 — 24.11.1960);
- епископ Vincent de Paul Pham Van Du (24.11.1960 — 2.09.1998);
- епископ Joseph Ngô Quang Kiêt (3.06.1999 — 19.02.2005) — назначен архиепископом Ханоя;
- епископ Joseph Dang Duc Ngan (12.10.2007 — по настоящее время).